# Club Balonmano Granollers
Maillots
Actualités
Dernière mise à jour : 23 octobre 2024.
Le Club Balonmano Granollers est un club espagnol de handball basé à Granollers en Catalogne. Le club évolue en Liga ASOBAL depuis 1958. Considéré comme le représentant du handball catalan avec le FC Barcelone, il a été l'un des plus grands clubs espagnols dans les années 1950, 60 et 70 en dominant le championnat d'Espagne, la Coupe du Roi et en remportant trois trophées européens dont deux consécutifs.

## Histoire

### Création
Le BM Granollers est créé en 1942. Depuis son ascension en División de Honor en 1958, le club catalan n'est plus jamais redescendu.

### 1944-1959: le championnat de Catalogne et laPrimera División
En 1944, le BM Granollers s’inscrit en championnat de Catalogne mais le club ne remportera rien. De 1951 jusqu'en 1959, les champions des Communautés autonomes d'Espagne se rassemblent à Madrid au mois de mars dans le but de s'affronter, le vainqueur étant alors déclaré champion d'Espagne. Nommé "Primera División champions", ce championnat est remporté par le BM Granollers en 1956, 1957, 1958 et en 1959. Au cours de cette période, il remporte également 3 coupes du Généralissime.

### 1960-1976: l'âge d'or
La saison 1959-1960 démarre sous une nouvelle appellation, la División de Honor. Cette période marque le début de l'âge d'or du club puisque le club domine le championnat avec 9 titres en 15 saisons, ne cédant qu'à 4 reprises le titre à l'Atlético de Madrid et à 2 reprises au FC Barcelone, son rival régional. Le club remporte également deux autres coupes du Généralissime.
Enfin, cette période faste se termine par le premier titre européen du club, la première édition de la coupe des coupes en 1976.

### 1976-1990: les années difficiles
Durant cette période, le club ne remporte plus aucun trophée, ne parvenant pas à faire mieux qu'une 3e place en championnat.

### 1990-1996: la Liga ASOBAL et le renouveau
En 1990, la création de la Liga ASOBAL marque la professionnalisation du handball en Espagne. Un renouveau accompagne alors le club qui devient vice-champion à deux reprises (en 1992 et 1993), remporte une Coupe ASOBAL en 1994 puis deux coupes d'Europe de l'EHF consécutives en 1995 et 1996.

### Depuis 1996-2010: dans l'ombre des meilleurs clubs d'Europe
Ce renouveau ne dure pas très longtemps et dès 1997, le club rentre dans le rang en championnat. En effet, il reste dans l'ombre des grands clubs tels que le BM Ciudad Real, le Portland San Antonio ou surtout son rival régional le FC Barcelone qui remportent à tour de rôle la Ligue des champions. Il arrive malgré tout à atteindre à une finale de coupe d'Europe à deux reprises, la Coupe de l'EHF en 2002 puis la Coupe des coupes en 2010.

### Depuis 2010: un renouveau au cœur de la crise
Alors que le handball espagnol est en crise, le club revient sur le devant de la scène avec 4e place en 2011 et une 3e place en 2014 et 2015. De plus, il parvient même à atteindre la finale de la Coupe ASOBAL et du roi en 2014 et 2015, mais s'incline face à un FC Barcelone sans rival, même si Granollers ne s'est incliné que d'un but lors de la Coupe du Roi 2015.

### Parcours
| Saison    | Niveau | Rang | Europe              |
| --------- | ------ | ---- | ------------------- |
| 1955-1956 | 1      | 1er  | N.Q.                |
| 1956-1957 | 1      | 1er  | N.Q.                |
| 1957-1958 | 1      | 1er  | N.Q.                |
| 1958-1959 | 1      | 1er  | N.Q.                |
| 1959-1960 | 1      | 1er  | C1 : 1/4 de finale  |
| 1960-1961 | 1      | 1er  | N.Q.                |
| 1961-1962 | 1      | 2e   | C1 : 1/8 de finale  |
| 1962-1963 | 1      | 2e   | N.Q.                |
| 1965-1966 | 1      | 1er  | N.Q.                |
| 1966-1967 | 1      | 1er  | C1 : 1/16 de finale |
| 1967-1968 | 1      | 1er  | C1 : 1/4 de finale  |
| 1968-1969 | 1      | 3e   | N.Q.                |
| 1969-1970 | 1      | 1er  | N.Q.                |
| 1970-1971 | 1      | 1er  | C1 : 1/4 de finale  |
| 1971-1972 | 1      | 1er  | C1 : 1/16 de finale |
| 1972-1973 | 1      | 4e   | C1 : 1/16 de finale |
| 1973-1974 | 1      | 1er  | N.Q.                |
| 1974-1975 | 1      | 3e   | C1 : 1/8 de finale  |
| 1975-1976 | 1      | 5e   | C2 : Vainqueur      |
| 1976-1977 | 1      | 5e   | C2 : 1/4 de finale  |
| 1977-1978 | 1      | 5e   | N.Q.                |
| 1978-1979 | 1      | 7e   | N.Q.                |
| 1979-1980 | 1      | 4e   | N.Q.                |

| Saison    | Niveau | Rang | Europe             |
| --------- | ------ | ---- | ------------------ |
| 1980-1981 | 1      | 8e   | N.Q.               |
| 1981-1982 | 1      | 3e   | N.Q.               |
| 1982-1983 | 1      | 3e   | C3 : 1/8 de finale |
| 1983-1984 | 1      | 4e   | C3 : 1/4 de finale |
| 1984-1985 | 1      | 4e   | N.Q.               |
| 1985-1986 | 1      | 3e   | N.Q.               |
| 1986-1987 | 1      | 6e   | N.Q.               |
| 1987-1988 | 1      | 3e   | N.Q.               |
| 1988-1989 | 1      | 4e   | N.Q.               |
| 1989-1990 | 1      | 4e   | N.Q.               |
| 1990-1991 | 1      | 7e   | N.Q.               |
| 1991-1992 | 1      | 2e   | N.Q.               |
| 1992-1993 | 1      | 2e   | N.Q.               |
| 1993-1994 | 1      | 5e   | C4 : 1/2 de finale |
| 1994-1995 | 1      | 6e   | C3 : Vainqueur     |
| 1995-1996 | 1      | 5e   | C3 : Vainqueur     |
| 1996-1997 | 1      | 11e  | C3 : 1/2 de finale |
| 1997-1998 | 1      | 10e  | N.Q.               |
| 1998-1999 | 1      | 9e   | N.Q.               |
| 1999-2000 | 1      | 11e  | N.Q.               |
| 2000-2001 | 1      | 7e   | N.Q.               |
| 2001-2002 | 1      | 10e  | N.Q.               |
| 2002-2003 | 1      | 9e   | N.Q.               |

| Saison    | Niveau | Rang     | Europe              |
| --------- | ------ | -------- | ------------------- |
| 2003-2004 | 1      | 7e       | N.Q.                |
| 2004-2005 | 1      | 6e       | C3 : 1/4 de finale  |
| 2005-2006 | 1      | 10e      | C2 : 1/4 de finale  |
| 2006-2007 | 1      | 9e       | N.Q.                |
| 2007-2008 | 1      | 12e      | C3 : 1/8 de finale  |
| 2008-2009 | 1      | 6e       | N.Q.                |
| 2009-2010 | 1      | 8e       | C2 : Finale         |
| 2010-2011 | 1      | 4e       | N.Q.                |
| 2011-2012 | 1      | 8e       | C3 : 1/4 de finale  |
| 2012-2013 | 1      | 6e       | N.Q.                |
| 2013-2014 | 1      | 3e       | N.Q.                |
| 2014-2015 | 1      | 3e       | C3 : Phase groupe   |
| 2015-2016 | 1      | 4e       | C3 : 3e             |
| 2016-2017 | 1      | 4e       | C3 : Phase groupe   |
| 2017-2018 | 1      | 3e       | C3 : 1/4 de finale  |
| 2018-2019 | 1      | 5e       | C3 : Phase groupe   |
| 2019-2020 | 1      | 6e       | N.Q.                |
| 2020-2021 | 1      | 4e       | N.Q.                |
| 2021-2022 | 1      | 2e       | C3 : 2e tour        |
| 2022-2023 | 1      | 3e       | C3 : finaliste      |
| 2023-2024 | 1      | 3e       | C3 : qualifications |
| 2024-2025 | 1      | en cours | en cours            |

## Palmarès
| Compétitions internationales | Compétitions nationales |
| - Coupe des vainqueurs de coupe (C2) - Vainqueur (1) : 1976 - Finaliste (1) : 2010 - Ligue européenne (C3) - Vainqueur (2) : 1995, 1996 - Finaliste (1) : 2023 | - Championnat d'Espagne - Vainqueur (13) : 1956, 1957, 1958, 1959, 1960, 1961, 1966, 1967, 1968, 1970, 1971, 1972, 1974 - Deuxième (4) : 1962, 1963, 1992, 1993, 2022 - Coupe du Roi - Vainqueur (5) : 1956, 1957, 1958, 1970, 1974 - Finaliste (11) : 1955, 1962, 1963, 1966, 1967, 1975, 1978, 1982, 1987, 2014 et 2015 - Coupe ASOBAL - Vainqueur (1) : 1994 - Finaliste (3) : 2014, 2015 et 2017 |

Parmi les autres compétitions, le club a remporté deux fois le Championnat de Catalogne en 1956, 1959, quatre fois la Ligue de Catalogne en 1986, 1989, 1990, 1996 et une fois la Ligue des Pyrénées en 2008.

## Effectif

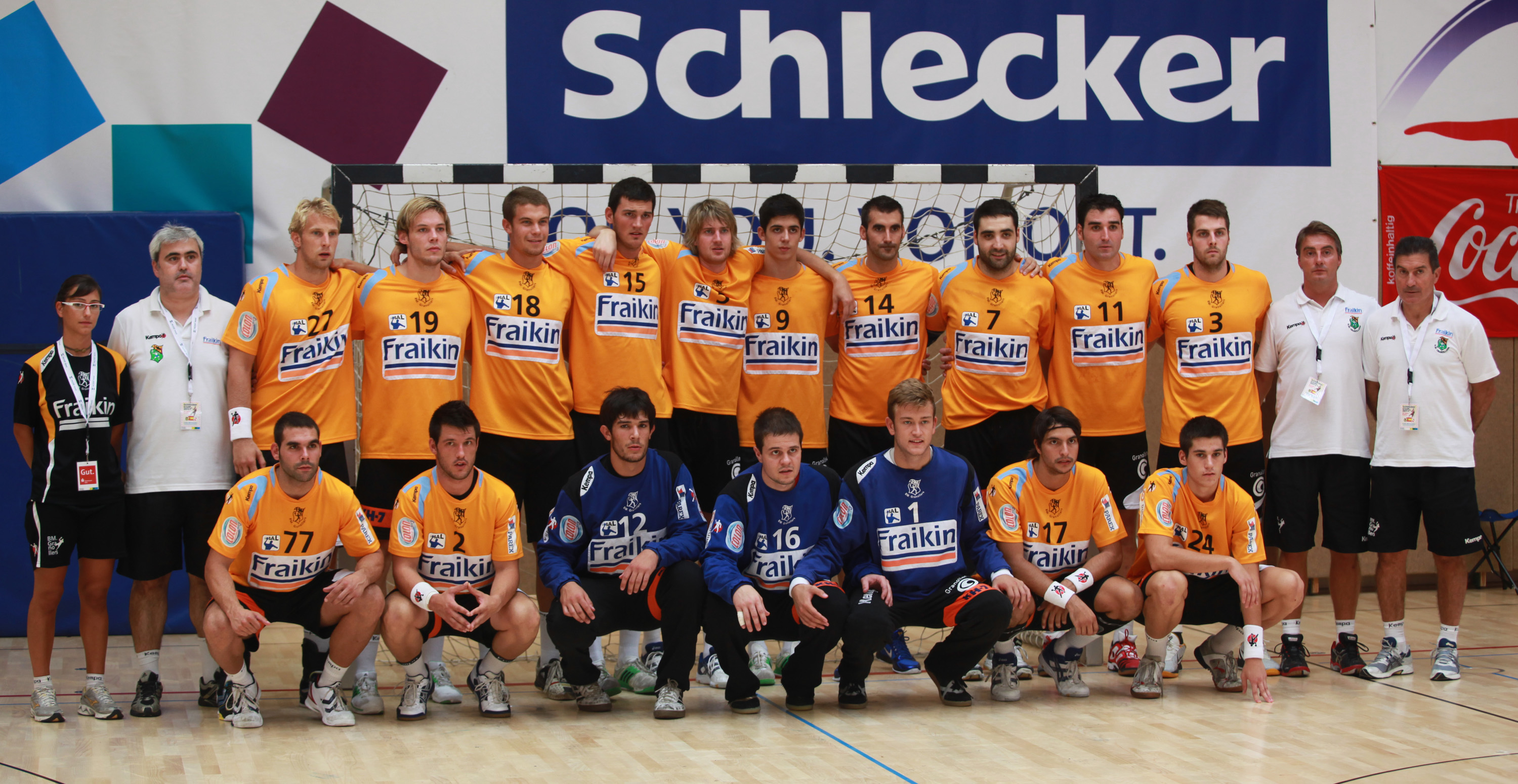
Le BM Granollers en 2011.

## Personnalités liées au club

### Présidents
- 1944-1948 : Ramon Sobrevia i Coll
- 1948-1955 : Lluís Sitges i Ballescà
- 1955-1969 : Emili Botey
- 1969-1972 : Joan Antoni Piferrer
- 1972-1974 : Joan Antoni Cabrera
- 1974-1980 : Francesc Ventura
- 1980-1982 : Joaquim Raga
- 1982-1992 : Jaume Rodríguez
- 1992-1996 : Joan Mundet
- 1996-2000 : Ramon Font i Terrades
- 2000-2009 : Juan María Pérez-Ortiz
- 2009-2011 : José Luís Caña
- 2011-2021 : Josep Pujadas i Maspons
- depuis 2022 : Alfred Serra i Parera

### Entraîneurs
- 1952-1970 : Pep Vilà
- 1970-1974 : Miquel Roca Mas
- 1974-1980 : Joaquín Crespo "Quini"
- 1980-1984 : Ferran Raga
- 1984-1989 : Emilio Alonso
- 1989-1992 : Josep Maria Guiteras
- 1992-1997 : Manuel Montoya (en)
- 1997-1998 : José Luis Villanueva
- 1998-1999 : Josep Maria Guiteras
- 1999-2000 : Jaume Puig
- 2000-2002 :  Sead Hasanefendić
- 2002-2008 : Manuel Montoya (en)
- 2008-2010 : Lorenzo Rueda
- 2010-2012 : Manolo Cadenas
- 2012-2014 : Toni Garcia Guerrero
- 2014-2017 : Carlos Viver (en)
- depuis 2017 : Antonio Rama

### Joueurs
| Gardiens de but - Patxi Pagoaga - José Perramón - Jaume Fort (1981-1990) - Jordi Núñez (1986-1995) - Xavier Pérez - Vicente Álamo - Gonzalo Pérez de Vargas (2011-2013) | Joueurs espagnols - Vicente Calabuig - "Goyo" López - Jaume Puig - Aitor Etxaburu - Antonio Ugalde - Mateo Garralda (1986-1991) - Enric Masip (1987-1990) - Albert Rocas (1997-2000) - Eduard Fernández Roura (1997-2002) - Cristian Malmagro (2000-2007) - José Luis Pérez Canca (2003-2008) - Salvador Puig (avant 2003, 2008-2011 et 2013-2014) - Joan Cañellas (2004-2005 et 2008-2009) - Antonio García Robledo (1998-2011) - Ferrán Solé (2011-2016) | Joueurs étrangers - Atli Hilmarsson - Draško Nenadić (2010-2012) - Éric Cailleaux (1983-1984) - Andreï Tyoumentsev (1991-1993) - Veselin Vujović (1993-1995) - Oleg Kisselev (1992-1994) - Viatcheslav Atavine (1991-1997 puis 2000-2002) - Faruk Yusuf (2022-2024) - Ljubomir Vranjes (1999-2001) - Per Carlén (1985-1989) - Peter Gentzel (2000-2001) - Patrik Ćavar (2001-2005) - Venio Losert (2001-2004) |

## Divers

### Rivalités
- Atlético Madrid : dans les années 1960, 70 et 80
- FC Barcelone : seul club catalan engagé en Liga ASOBAL avec le BM Granollers, leurs oppositions sont considérés comme un derby, le club a d'ailleurs été un grand rival du club durant les années 1950, 60 et 70.

### Logo
Le logo du BM Granollers a été conçu par un artiste de la localité, Amador Garrell i Soto.
En haut du logo se trouve un corbeau, que l'on peut d'ailleurs retrouver sur l'emblème de la ville de Granollers.
Le corbeau se trouve également sur quatre bandes rouge, sur un fond or, inspiré du drapeau catalan.
En bas du logo, se trouve un homme en position de tir en appui, portant les couleurs du club.
Cet homme est inspiré d'une photo d'archive.

### Hymne
L'auteur des paroles et de la musique était Joan Coll à la demande du club. Il a été appelé en mars 1994 pour les célébrations du cinquantième anniversaire du club.
« Amb braó, dinàmics i optimistes,
ferma voluntat i decidits,
fem de l'esport una gran fal·lera,
per augmentar els èxits conquerits.
No decau gens, no decau el nostre ànim,
ni és indecís sinò és nostra la victòria
i tots lluitem amb anhel i entusiasme
i a Granollers podrem dur dies de glòria.
Aquesta és la gran consigna
i així la cantem tots pels carrers,
jugadors, siguem entusiastes,

del balón a mano Granollers. »

### Maillot
Depuis sa création en 1942, le BM Granollers a adopté les couleurs blanc et bleu.
Mais au début des années 1980, le club subit une importante crise économique mais avec l'aide de son nouveau sponsor, Cacaolat, le club passa cette crise.
Durant cette période, le club dut renoncer temporairement ses couleurs pour prendre les couleurs de l'entreprise Cacaolat, jaune et noir.
Lorsque les relations avec le sponsor furent terminées dans les années 1990, le club reprit alors ses couleurs, en ajoutant parfois des nuances de rouge mais en 2001, le rouge disparu.
À partir du 1er juillet 2001, le marque officiel du club devient "Kempa". 
Évolution du maillot du BM Granollers
| 1944-1985 | 1985-1991 | 1991-2001 | 2001-2005 | Depuis 2005 |

### Tournois
Le club organise différents tournois
- Torneo Internacional de balonmano Ciudad de Granollers (es)
- Granollers Cup (es)

### Historique des sponsors
Différents sponsors ont parrainé le club :
- Jabones Camp: Elena : de 1967 à 1979
- Sant Dalmai (es) : de 1981 à 1984
- Cacaolat (es) : de 1985 à 1991
- KH-7 (es) : de 1999 à 2002
- Fraikin : depuis 2005

### Infrastructures

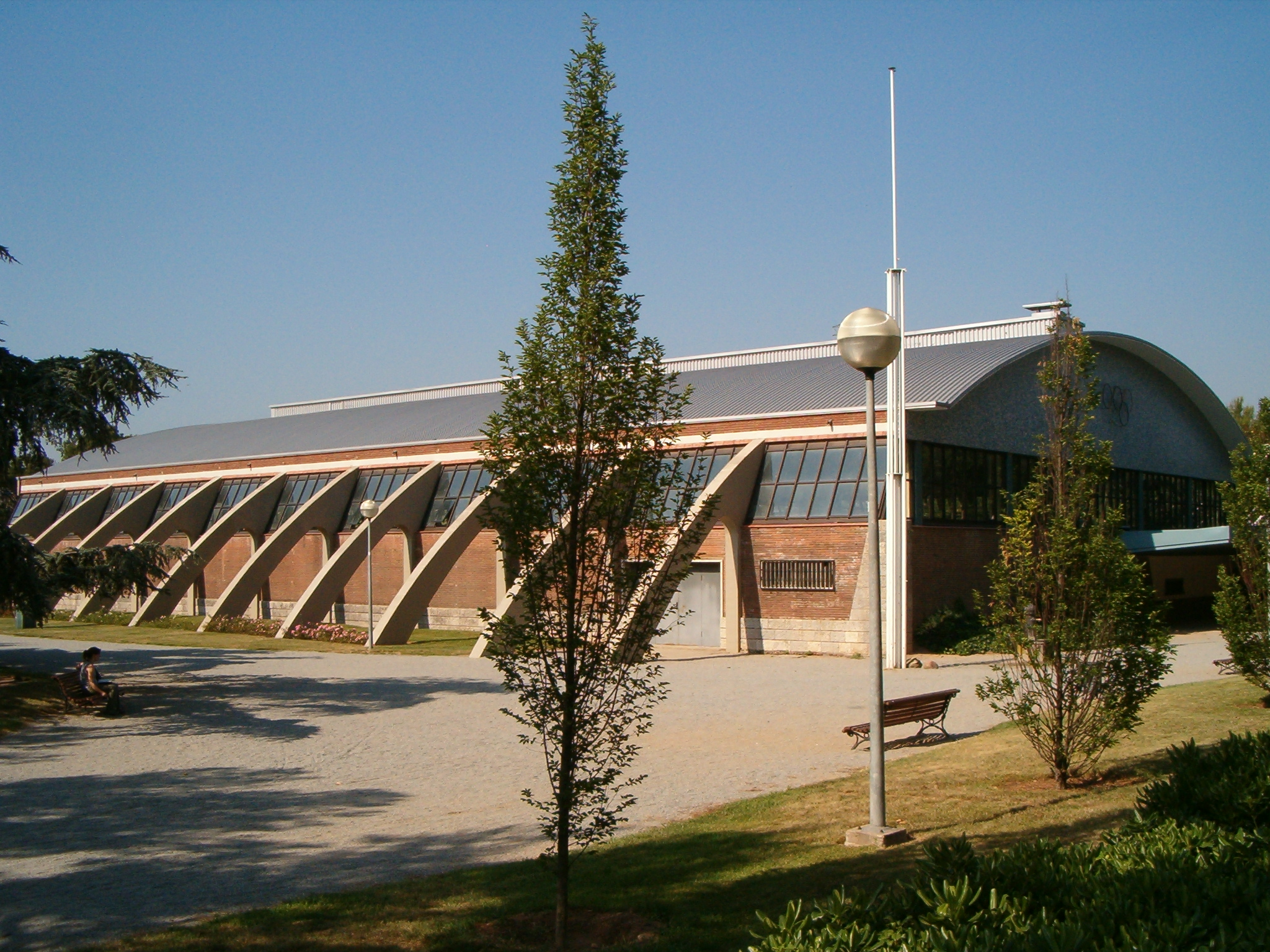
Pabellón Municipal "El Parquet".

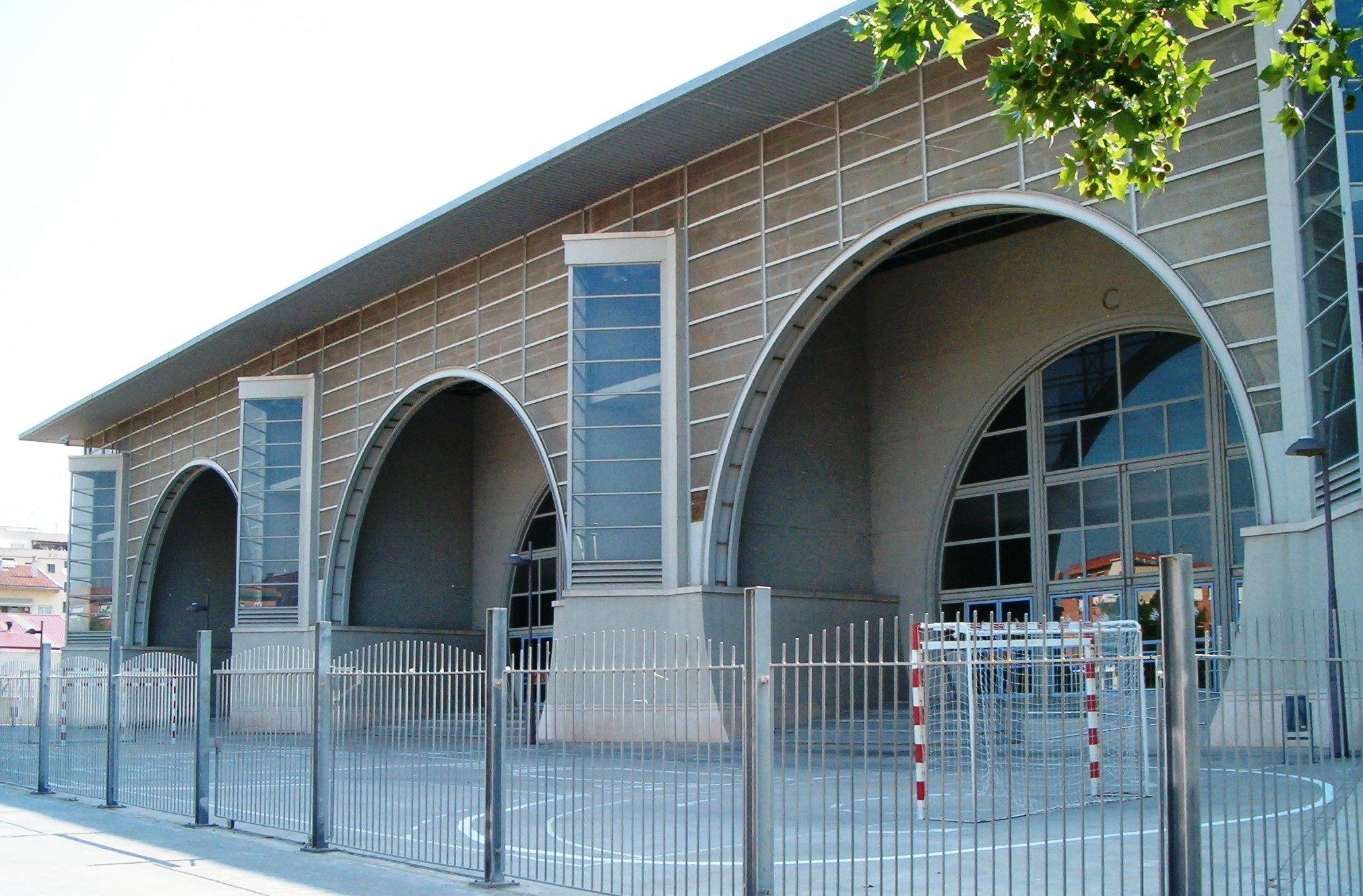
Palais des sports de Granollers.

- Campo Municipal de Fútbol (1944-1959) : terrain du club de football du CD Granollers où le club handball débute au handball à onze,
- Palais des sports (1955-1960) : inauguré en 1955, c'est dans cette salle que le club joue au handball à onze,
- Pabellón Municipal "El Parquet" (1960-1991) : troisième plus grande salle de l'époque après Madrid et Barcelone, elle est le théâtre de l'âge d'or du club,
- Palais des sports de Granollers (depuis 1991) : construit à l'occasion des Jeux olympiques de Barcelone en 1992, cette salle possède une capacité de 5 685 personnes.

## Section féminine
Une section féminine existe depuis 1967.
Les résultats plus récents sont :
| Saison    | Niveau | Rang | Europe*            |
| --------- | ------ | ---- | ------------------ |
| 2012-2013 | 3      | 1er  | N.Q.               |
| 2013-2014 | 2      | 1er  | N.Q.               |
| 2014-2015 | 1      | 12e  | N.Q.               |
| 2015-2016 | 1      | 12e  | N.Q.               |
| 2016-2017 | 1      | 10e  | N.Q.               |
| 2017-2018 | 1      | 8e   | N.Q.               |
| 2018-2019 | 1      | 4e   | N.Q.               |
| 2019-2020 | 1      | 6e   | C4 : 1/2 de finale |
| 2020-2021 | 1      | 6e   | C4 : 1/16          |
| 2021-2022 | 1      | 7e   | -                  |
| 2022-2023 | 1      | 9e   | -                  |
| 2023-2024 | 1      | 8e   | C4 : 1/4           |

*C4=Coupe Challenge/européenne

### Sources
- (es)/(es) Cet article est partiellement ou en totalité issu des articles intitulés en espagnol « Club Balonmano Granollers » (voir la liste des auteurs),  « Anexo:Palmarés del BM Granollers » (voir la liste des auteurs) et en espagnol « Campeonato de Cataluña de balonmano a once » (voir la liste des auteurs).